# Nemo (musizierende Person)

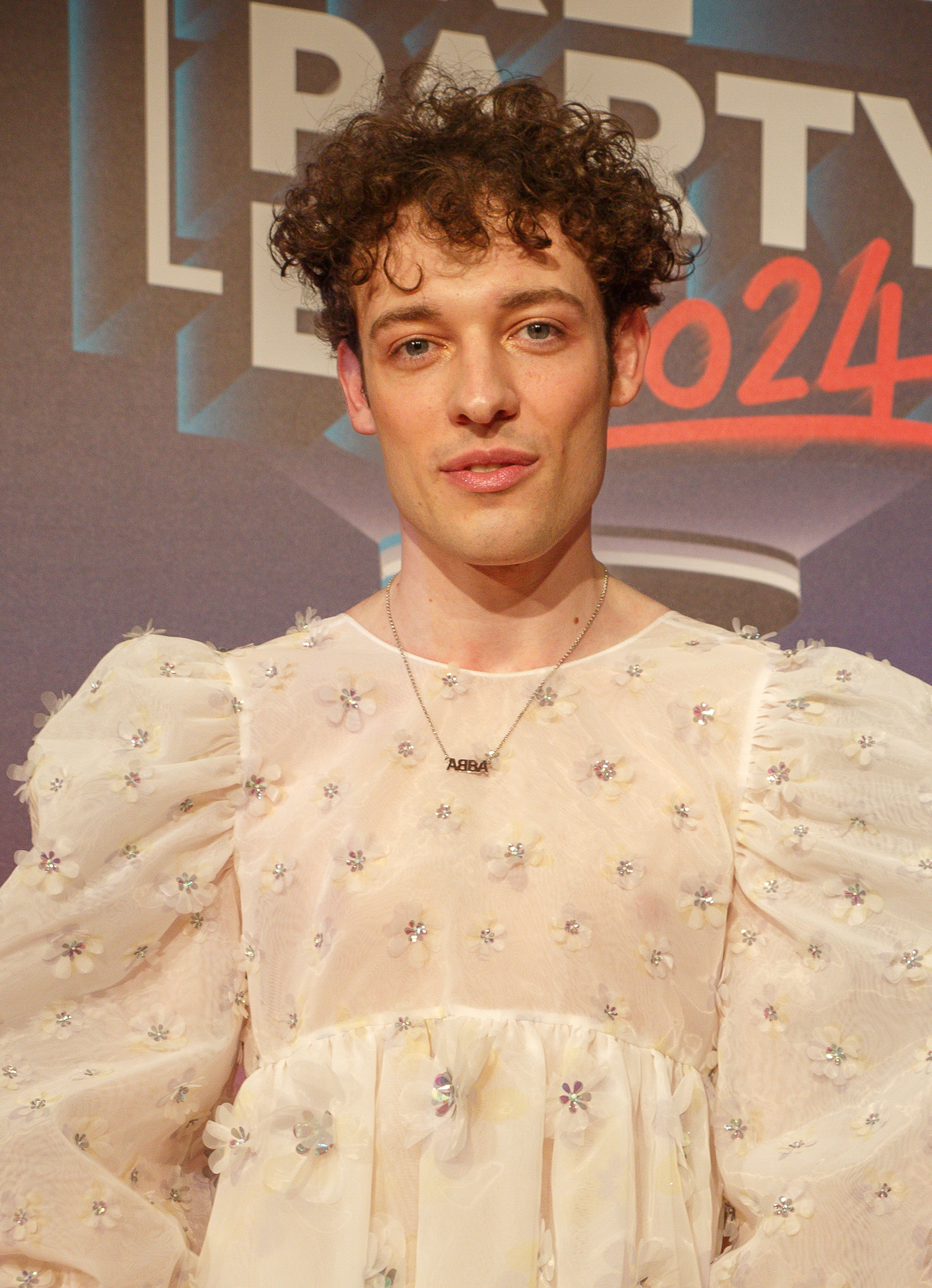
Nemo (2024)

Nemo (* 3. August 1999 in Biel; bürgerlich Nemo Mettler) ist eine Schweizer Person, die durch ihre Musikkarriere bekannt wurde. Nemo siegte mit The Code für die Schweiz beim Eurovision Song Contest 2024 in Malmö und ist damit die erste offen nichtbinäre Person, die den Eurovision Song Contest gewonnen hat.

## Privatleben
Nemo wurde 1999 als Kind von Markus Mettler und Nadja Schnetzler in Biel geboren, die dort eine Unternehmensberatung betreiben. Nemos jüngere Schwester Ella Mettler ist Fotografin, war für die Videos zum Song The Code verantwortlich und inszenierte Nemos Auftritt in Malmö. Der Name Nemo kommt vom lateinischen «niemand». Nemo erklärte: «Meine Eltern dachten, wenn ich niemand bin, kann ich alles werden.»
Nemo, bis dahin öffentlich als männlich wahrgenommen, outete sich im November 2023 als nichtbinär und ordnet sich im Deutschen keinem Pronomen zu. Nemo bezeichnet sich als pansexuell und führt eine langjährige Partnerschaft mit einer Frau. Von 2021 bis 2024 lebte Nemo in Berlin, danach erfolgte der Umzug nach London.

## Karriere

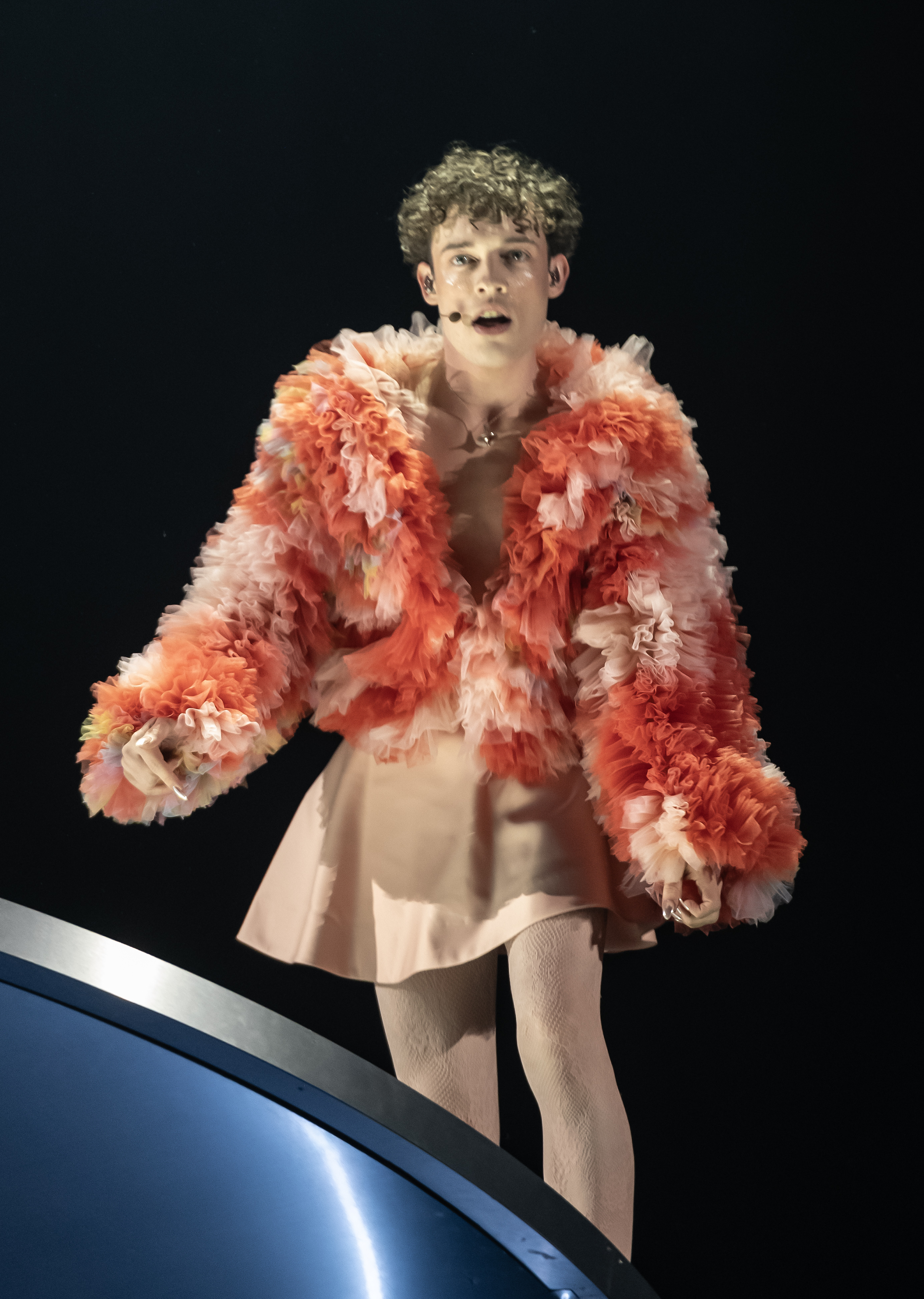
Nemo beim ESC (2024)

Nemo spielt Geige, Klavier und Schlagzeug. Mit zehn Jahren erhielt Nemo an der Kinderoper Biel Unterricht bei einer Stimmbildnerin und spielte dort in der Die Zauberflöte die Rolle des Papageno. 2017 studierte Nemo Sologesang im Profil Jazz und Pop an der Zürcher Hochschule der Künste. Nemo ist beim Universal-Music-Group-Label Better Now Records sowie bei Universal Music Switzerland unter Vertrag. Zunächst sang Nemo auf Schweizerdeutsch, wechselte dann zu Englisch.
Nemo spielte 2012 eine Rolle im Jukebox-Musical Ich war noch niemals in New York. 2015 nahm Nemo am Swiss VBT teil und erreichte das Halbfinale. Nemos EP Clownfisch platzierte sich 2015 auf Platz 95 der Schweizer Charts. 2016 trat Nemo beim Rap-Gipfeltreffen Cypher auf, den das SRF austrug. Die Single Du erreichte 2017 Platz vier der Schweizer Charts. 2018 wurde Nemo als erste Person mit vier Swiss Music Awards ausgezeichnet. In der Verkleidung eines Pandas nahm Nemo 2021 an der zweiten Staffel von The Masked Singer Switzerland teil und belegte den fünften Platz. 2024 wirkte Nemo an der fünften Staffel von Sing meinen Song – Das Schweizer Tauschkonzert mit. 

### Eurovision Song Contest 2024
Beim Eurovision Song Contest 2024 in Malmö ging Nemo mit dem Song The Code im zweiten Halbfinale an den Start und qualifizierte sich für das Finale. Dort siegte Nemo vor Kroatien und der Ukraine. Es war der dritte Sieg für die Schweiz nach Lys Assia mit Refrain (1956) und Céline Dion mit Ne partez pas sans moi (1988). Vor dem ESC-Finale wurde Nemo bei der Vergabe des Marcel-Bezençon-Preises in der Kategorie Künstler ausgezeichnet.
Der eigene Lebensweg mit der Nichtbinarität steht im Mittelpunkt des autobiographischen Liedes The Code («I went to hell and back, To find myself on track …»). Während des Flaggeneinlaufes des Eurovision Song Contest 2024 entfaltete Nemo öffentlich die nicht-binäre Flagge, die Nemo ohne Wissen des Wettbewerbsteams (das neben Nationalflaggen nur die Regenbogenflagge zuliess) mitgebracht hatte.
Vor dem Wettbewerb 2024 hatte Nemo in einer Petition einen Waffenstillstand im Krieg in Israel und Gaza gefordert. Vor dem Eurovision Song Contest 2025 rief Nemo zum Ausschluss Israels vom Wettbewerb wegen der israelischen Kriegsführung in Gaza auf. Für Israel war Yuval Raphael nominiert worden, eine Überlebende des Terrorangriffs der Hamas 2023. Die Forderung wurde in den Medien kontrovers diskutiert.

### Diskografie

#### EPs
| Jahr | Titel Musiklabel              | Höchstplatzierung, Gesamtwochen, AuszeichnungChartsChartplatzierungen (Jahr, Titel, Musiklabel, Platzierungen, Wochen, Auszeichnungen, Anmerkungen) | Anmerkungen                         |
| Jahr | Titel Musiklabel              | CH | Anmerkungen                         |
| ---- | ----------------------------- | --- | ----------------------------------- |
| 2015 | Nemos Clownfisch Bakara Music | CH95 (1 Wo.)CH | Erstveröffentlichung: 13. Juni 2015 |

Weitere EPs
- 2016: Momänt-Kids
- 2017: Fundbüro
- 2022: Whatever Feels Right

#### Singles
| Jahr | Titel Album              | Höchstplatzierung, Gesamtwochen, AuszeichnungChartplatzierungen (Jahr, Titel, Album, Platzierungen, Wochen, Auszeichnungen, Anmerkungen) | Höchstplatzierung, Gesamtwochen, AuszeichnungChartplatzierungen (Jahr, Titel, Album, Platzierungen, Wochen, Auszeichnungen, Anmerkungen) | Höchstplatzierung, Gesamtwochen, AuszeichnungChartplatzierungen (Jahr, Titel, Album, Platzierungen, Wochen, Auszeichnungen, Anmerkungen) | Höchstplatzierung, Gesamtwochen, AuszeichnungChartplatzierungen (Jahr, Titel, Album, Platzierungen, Wochen, Auszeichnungen, Anmerkungen) | Anmerkungen                             |
| Jahr | Titel Album              | DE | AT | CH | UK | Anmerkungen                             |
| ---- | ------------------------ | --- | --- | --- | --- | --------------------------------------- |
| 2016 | Himalaya Momänt-Kids EP  | — | — | CH27 (12 Wo.)CH | — | Erstveröffentlichung: 17. Oktober 2016  |
| 2017 | Ke Bock Momänt-Kids EP   | — | — | CH31 Gold · (28 Wo.)CH | — | Erstveröffentlichung: 6. Oktober 2017   |
| 2017 | Du Fundbüro EP           | — | — | CH4 Platin · (32 Wo.)CH | — | Erstveröffentlichung: 3. September 2017 |
| 2017 | Usserirdisch Fundbüro EP | — | — | CH64 (1 Wo.)CH | — | Erstveröffentlichung: 3. September 2017 |
| 2018 | Kunstwärch –             | — | — | CH90 (1 Wo.)CH | — | Erstveröffentlichung: 21. Januar 2018   |
| 2018 | Crush uf di –            | — | — | CH77 (1 Wo.)CH | — | Erstveröffentlichung: 9. Dezember 2018  |
| 2019 | 5i uf de Uhr –           | — | — | CH31 (2 Wo.)CH | — | Erstveröffentlichung: 13. Januar 2019   |
| 2024 | The Code –               | DE14 (3 Wo.)DE | AT2 (3 Wo.)AT | CH1 Platin · (18 Wo.)CH | UK18 (3 Wo.)UK | Erstveröffentlichung: 29. Februar 2024  |
| 2024 | Eurostar –               | — | — | CH54 (1 Wo.)CH | — | Erstveröffentlichung: 4. Oktober 2024   |

Weitere Singles
- 2019: 365
- 2019: Girl us mire City
- 2020: Dance With Me
- 2020: Video Games
- 2021: Chleiderchäschtli (mit KT Gorique)
- 2021: Certified Pop Queen
- 2022: lonely af
- 2022: own sh¡t
- 2022: f*ck love (mit Anthony de la Torre)
- 2022: be like you
- 2023: This Body
- 2025: Satellite
- 2025: Casanova
- 2025: Unexplainable

#### Weitere Veröffentlichungen
- 2017: Style (mit Marc Amacher)
- 2017: Singer (mit Dodo)
- 2019: Legend (mit Stress)
- 2021: HAILEY (mit Chelan)

## Auszeichnungen für Musikverkäufe
| Platin-Schallplatte - Griechenland - 2024: für die Single The Code |

Anmerkung: Auszeichnungen in Ländern aus den Charttabellen bzw. Chartboxen sind in ebendiesen zu finden.
| Land/RegionAuszeichnungen für Musikverkäufe (Land/Region, Auszeichnungen, Verkäufe, Quellen) | Gold  | Platin     | Verkäufe | Quellen         |
| -------------------------------------------------------------------------------------------- | ----- | ---------- | -------- | --------------- |
| Griechenland (IFPI)                                                                          | —     | Platin1    | 20.000   | Einzelnachweise |
| Schweiz (IFPI)                                                                               | Gold1 | 2× Platin2 | 60.000   | hitparade.ch    |
| Insgesamt                                                                                    | Gold1 | 3× Platin3 |          |                 |

## Auszeichnungen
- 2017: Energy Music Awards – Kategorie: «Bester Schweizer Künstler»[30]
- 2017: Prix Walo Awards (44th) – Kategorie: «Newcomer»[31]
- 2017: Swiss Music Awards – Kategorie: «Best Talent»[32]
- 2018: Swiss Music Awards – Kategorie: «Best Male Solo Act»[33]
- 2018: Swiss Music Awards – Kategorie: «Best Breaking Act»[33]
- 2018: Swiss Music Awards – Kategorie: «Best Live Act»[33]
- 2018: Swiss Music Awards – Kategorie: «Best Hit» (für Du)[33]
- 2024: Eurovision Song Contest – Marcel-Bezençon-Preis in der Kategorie Künstler
- 2024: Kulturpreis der Stadt Biel[34]
- 2024: MTV Europe Music Awards – Kategorie: "Best Swiss Act"

## Dokumentation
- Nemo: Reise zum ESC und zu sich selbst. In: SRF.ch, 9. Mai 2024, 40 Min. Schweizerdeutsch (YouTube).